# Ley Edmunds-Tucker
La Ley Edmunds-Tucker de 1887 fue una ley del Congreso de los Estados Unidos que se centró en restringir algunas prácticas de La Iglesia de Jesucristo de los Santos de los Últimos Días, también conocida como iglesia mormona o iglesia SUD. Se aprobó en respuesta a la disputa entre el Congreso de los Estados Unidos y la iglesia SUD con respecto a la poligamia. La ley se encuentra en el Código de Estados Unidos Título 48 y 1461, texto completo como 24 Stat. 635, con esta anotación para ser interpretada como Volumen 24, página 635 de los Estatutos de los Estados Unidos en general. El acto lleva el nombre de sus patrocinadores del Congreso, el senador George F. Edmunds de Vermont y el congresista John Randolph Tucker de Virginia.
La Ley Edmunds-Tucker fue derogada en 1978.

## Historia legislativa
En el discurso anual del presidente Grover Cleveland al Congreso en diciembre de 1885, discutió emocionalmente el tema de la poligamia en Utah:

La fuerza, la perpetuidad y el destino de la nación descansan en nuestros hogares, establecidos por la ley de Dios, custodiados por el cuidado de los padres, regulados por la autoridad de los padres y santificados por el amor de los padres.

Estas no son las casas de la poligamia...
No hay ninguna característica de esta práctica o del sistema que la sancione que no se oponga a todo lo que es valioso en nuestras instituciones.
No debería haber relajación en la empresa, sino solo la ejecución de la ley ahora en funcionamiento, y me alegraría aprobar una legislación más discreta que librará al país de esta mancha por su justa fama.

Dado que las personas que defienden la poligamia en nuestros Territorios se ven reforzadas por la inmigración desde otras tierras, recomiendo que se apruebe una ley para evitar la importación de mormones al país.

La ley fue aprobada por el Senado en enero de 1886 con 38 votos a favor y 7 votos en contra. Fue aprobada por la Cámara mediante un voto de voz en enero de 1887. El presidente Cleveland se negó a firmar el proyecto de ley, pero no lo vetó, por lo que el proyecto se convirtió en ley el 3 de marzo de 1887.

## Disposiciones
La Ley Edmunds-Tucker desincorporó tanto a la iglesia SUD como al Fondo de Emigración Perpetua con el argumento de que fomentaron la poligamia. La ley prohibió la práctica de la poligamia y la sancionó con una multa de quinientos a ochocientos dólares y prisión de hasta cinco años. Disolvió la corporación de la iglesia y dirigió la confiscación por parte del gobierno federal de todas las propiedades de la iglesia valoradas en un límite de cincuenta mil dólares. El acto fue ejecutado por el mariscal de los Estados Unidos y una gran cantidad de diputados.
La Ley Edmunds-Tucker:
- Se desincorporan la iglesia SUD y la Compañía del Fondo de Emigración Perpetua, con activos que se utilizarán para las escuelas públicas del Territorio.[6]
- Se requiere un juramento contra la poligamia para los posibles votantes, jurados y funcionarios públicos.
- Se anulan leyes territoriales que permiten heredar a hijos ilegítimos.
- Se requieren licencias de matrimonio civil (para ayudar en el enjuiciamiento de la poligamia).
- Se abroga el privilegio conyugal del derecho consuetudinario para los polígamos, lo que obliga a las esposas a declarar contra sus maridos.[7]
- Mujeres privadas de sus derechos (que habían sido excluidas por la legislatura territorial en 1870).[8]
- Reemplaza a los jueces locales (incluidos los jueces de la Corte de Testamentos anteriormente poderosos) con jueces designados por el gobierno federal.
- Suprime la oficina del superintendente territorial de las escuelas del distrito, otorgando a la Corte Suprema del Territorio de Utah el derecho de nombrar un comisionado de escuelas. También pide la prohibición del uso de libros sectarios y la recopilación de estadísticas sobre el número de los llamados gentiles y mormones que asisten y enseñan en las escuelas.[9]

(Vea el texto del acto escaneado de los Estatutos de los Estados Unidos en general, vinculado en otra parte de esta página).
En 1890, la Corte Suprema de los Estados Unidos confirmó la incautación de bienes de la iglesia SUD en virtud de la Ley Edmunds-Tucker en la Corporación Tardía de la Iglesia de Jesucristo de los Santos de los Últimos Días con sede en los Estados Unidos.
Esta ley fue derogada en 1978.